# Delegati dal Delaware al Congresso degli Stati Uniti d'America

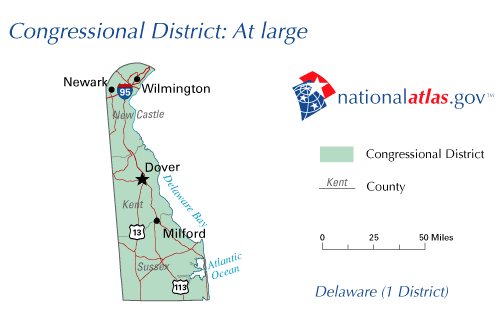
Mappa del Delaware

Sin dall'ammissione all'Unione come stato, avvenuta nel 1787, il Delaware è rappresentato al Congresso degli Stati Uniti da una delegazione al Senato e alla Camera dei rappresentanti. Ogni stato elegge due senatori con mandati di sei anni, a prescindere dalla popolazione dello stato; quelli del Delaware appartengono alle classi 1 e 2. Elegge inoltre ogni due anni un numero di rappresentanti alla Camera in numero proporzionale alla popolazione; attualmente lo stato è rappresentato alla Camera da un solo delegato, eletto in un collegio unico. Nel corso della sua esistenza come stato, il Delaware ha visto la rappresentanza alla Camera praticamente sempre costante con un solo delegato, tranne per il decennio dal 1813 al 1823 quando ebbe diritto a due seggi, per effetto del censimento del 1820.

## Camera dei rappresentanti

### Delegati attuali
La delegazione alla camera dei rappresentanti ha un solo membro, appartenente al partito democratico.
| Distretto | Rappresentante | Partito     | CPVI (2025) | Inizio mandato | Mappa del distretto |
| --------- | -------------- | ----------- | ----------- | -------------- | ------------------- |
| At-large  | Sarah McBride  | Democratico | D+8         | 3 gennaio 2025 |                     |

## Senato degli Stati Uniti d'America
| Senatore                   | Congresso               | Senatore                  |
| Classe 1                   | Congresso               | Classe 2                  |
| -------------------------- | ----------------------- | ------------------------- |
| George Read (Pro-amm)      | 1 (1789-1791)           | Richard Bassett (Pro-amm) |
| George Read (Pro-amm)      | 2 (1791-1793)           | Richard Bassett (Pro-amm) |
| George Read (Pro-amm)      | 3 (1793-1795)           | John M. Vining (Pro-amm)  |
| Henry Latimer (Pro-amm)    | 3 (1793-1795)           | John M. Vining (Pro-amm)  |
| Henry Latimer (F)          | 4 (1795-1797)           | John M. Vining (Pro-amm)  |
| Henry Latimer (F)          | 5 (1797-1799)           | John M. Vining (Pro-amm)  |
| Henry Latimer (F)          | Joshua Clayton (F)      |                           |
| Henry Latimer (F)          | William H. Wells (F)    |                           |
| Henry Latimer (F)          | 6 (1799-1801)           |                           |
| Samuel White (F)           |                         |                           |
| 7 (1801-1803)              |                         |                           |
| 8 (1803-1805)              |                         |                           |
| James A. Bayard (F)        |                         |                           |
| 9 (1805-1807)              |                         |                           |
| 10 (1807-1809)             |                         |                           |
| 11 (1809-1811)             |                         |                           |
| Outerbridge Horsey (F)     |                         |                           |
| 12 (1811-1813)             |                         |                           |
| 13 (1813-1815)             | William H. Wells (F)    |                           |
| 14 (1815-1817)             | William H. Wells (F)    |                           |
| 15 (1817-1819)             | Nicholas Van Dyke (F)   |                           |
| 16 (1819–1821)             | Nicholas Van Dyke (F)   |                           |
| Caesar A. Rodney (D-R)     | Nicholas Van Dyke (F)   | 17 (1821–1823)            |
| Thomas Clayton (F)         | Nicholas Van Dyke (F)   | 18 (1823–1825)            |
| Thomas Clayton (Anti-J)    | Nicholas Van Dyke (F)   | 19 (1825–1827)            |
| Thomas Clayton (Anti-J)    | Daniel Rodney (Anti-J)  | 19 (1825–1827)            |
| Louis McLane (J)           | 20 (1827–1829)          | Henry M. Ridgely (J)      |
| Louis McLane (J)           | 21 (1829–1831)          | John M. Clayton (Anti-J)  |
| Arnold S. Naudain (Anti-J) | 21 (1829–1831)          | John M. Clayton (Anti-J)  |
| 22 (1831–1833)             |                         | John M. Clayton (Anti-J)  |
| 23 (1833–1835)             |                         | John M. Clayton (Anti-J)  |
| 24 (1835–1837)             |                         | John M. Clayton (Anti-J)  |
| Richard H. Bayard (Anti-J) | Thomas Clayton (Anti-J) |                           |
| Richard H. Bayard (W)      | Thomas Clayton (Anti-J) | 25 (1837–1839)            |
| Richard H. Bayard (W)      | Thomas Clayton (Anti-J) | 26 (1839–1841)            |
| Richard H. Bayard (W)      | 27 (1841–1843)          | Thomas Clayton (W)        |
| Richard H. Bayard (W)      | 28 (1843–1845)          | Thomas Clayton (W)        |
| John M. Clayton (W)        | 29 (1845–1847)          | Thomas Clayton (W)        |
| John M. Clayton (W)        | 30 (1847-1849)          | Presley Spruance (W)      |
| John Wales (W)             | 30 (1847-1849)          | Presley Spruance (W)      |
| 31 (1849-1851)             |                         | Presley Spruance (W)      |
| James A. Bayard, Jr. (D)   | 32 (1851-1853)          | Presley Spruance (W)      |
| James A. Bayard, Jr. (D)   | 33 (1853-1855)          | John M. Clayton (W)       |
| James A. Bayard, Jr. (D)   | 34 (1855-1857)          | John M. Clayton (W)       |
| James A. Bayard, Jr. (D)   | Joseph P. Comegys (W)   |                           |
| James A. Bayard, Jr. (D)   | 35 (1857-1859)          | Martin W. Bates (D)       |
| James A. Bayard, Jr. (D)   | 36 (1859-1861)          | Willard Saulsbury Sr. (D) |
| James A. Bayard, Jr. (D)   | 37 (1861-1863)          | Willard Saulsbury Sr. (D) |
| James A. Bayard, Jr. (D)   | 38 (1863-1865)          | Willard Saulsbury Sr. (D) |
| George R. Riddle (D)       |                         | Willard Saulsbury Sr. (D) |
| 39 (1865-1867)             |                         | Willard Saulsbury Sr. (D) |
| 40 (1867-1869)             |                         | Willard Saulsbury Sr. (D) |
| James A. Bayard, Jr. (D)   |                         | Willard Saulsbury Sr. (D) |
| Thomas F. Bayard (D)       | 41 (1869-1871)          | Willard Saulsbury Sr. (D) |
| Thomas F. Bayard (D)       | 42 (1871-1873)          | Eli M. Saulsbury (D)      |
| Thomas F. Bayard (D)       | 43 (1873-1875)          | Eli M. Saulsbury (D)      |
| Thomas F. Bayard (D)       | 44 (1875-1877)          | Eli M. Saulsbury (D)      |
| Thomas F. Bayard (D)       | 45 (1877-1879)          | Eli M. Saulsbury (D)      |
| Thomas F. Bayard (D)       | 46 (1879-1881)          | Eli M. Saulsbury (D)      |
| Thomas F. Bayard (D)       | 47 (1881-1883)          | Eli M. Saulsbury (D)      |
| Thomas F. Bayard (D)       | 48 (1883-1885)          | Eli M. Saulsbury (D)      |
| Thomas F. Bayard (D)       | 49 (1885-1887)          | Eli M. Saulsbury (D)      |
| George Gray (D)            |                         | Eli M. Saulsbury (D)      |
| 50 (1887-1889)             |                         | Eli M. Saulsbury (D)      |
| 51 (1889-1891)             | Anthony C. Higgins (R)  |                           |
| 52 (1891-1893)             | Anthony C. Higgins (R)  |                           |
| 53 (1893-1895)             | Anthony C. Higgins (R)  |                           |
| 54 (1895-1897)             | Richard R. Kenney (D)   |                           |
| 55 (1897-1899)             | Richard R. Kenney (D)   |                           |
| Vacante                    | Richard R. Kenney (D)   | 56 (1899-1901)            |
| Vacante                    | 57 (1901-1903)          | J. Frank Allee (R)        |
| L. Heisler Ball (R)        | 57 (1901-1903)          | J. Frank Allee (R)        |
| 58 (1903-1905)             |                         | J. Frank Allee (R)        |
| Henry A. du Pont (R)       | 59 (1905-1907)          | J. Frank Allee (R)        |
| Henry A. du Pont (R)       | 60 (1907-1909)          | Harry A. Richardson (R)   |
| Henry A. du Pont (R)       | 61 (1909-1911)          | Harry A. Richardson (R)   |
| Henry A. du Pont (R)       | 62 (1911-1913)          | Harry A. Richardson (R)   |
| Henry A. du Pont (R)       | 63 (1913-1915)          | Willard Saulsbury Jr. (D) |
| Henry A. du Pont (R)       | 64 (1915-1917)          | Willard Saulsbury Jr. (D) |
| Josian O. Wolcott (D)      | 65 (1917-1919)          | Willard Saulsbury Jr. (D) |
| Josian O. Wolcott (D)      | 66 (1919-1921)          | L. Heisler (R)            |
| Josian O. Wolcott (D)      | 67 (1921-1923)          | L. Heisler (R)            |
| T. Coleman du Pont (R)     |                         | L. Heisler (R)            |
| Thoomas F. Bayyard Jr. (D) |                         | L. Heisler (R)            |
| 68 (1923-1925)             |                         | L. Heisler (R)            |
| 69 (1925-1927)             | T. Coleman du Pont (R)  |                           |
| 70 (1927-1929)             | T. Coleman du Pont (R)  |                           |
| Daniel O. Hastings (R)     |                         |                           |
| John G. Townsend Jr (R)    | 71 (1929-1931)          |                           |
| John G. Townsend Jr (R)    | 72 (1931-1933)          |                           |
| John G. Townsend Jr (R)    | 73 (1933-1935)          |                           |
| John G. Townsend Jr (R)    | 74 (1935-1937)          |                           |
| John G. Townsend Jr (R)    | 75 (1937-1939)          | James H. Hughes (D)       |
| John G. Townsend Jr (R)    | 76 (1939-1941)          | James H. Hughes (D)       |
| James M. Tunnell (D)       | 77 (1941-1943)          | James H. Hughes (D)       |
| James M. Tunnell (D)       | 78 (1943-1945)          | C. Douglass Buck (R)      |
| James M. Tunnell (D)       | 79 (1945-1947)          | C. Douglass Buck (R)      |
| John J. Williams (R)       | 80 (1947-1949)          | C. Douglass Buck (R)      |
| John J. Williams (R)       | 81 (1949-1951)          | J. Allen Frear Jr. (D)    |
| John J. Williams (R)       | 82 (1951-1953)          | J. Allen Frear Jr. (D)    |
| John J. Williams (R)       | 83 (1953-1955)          | J. Allen Frear Jr. (D)    |
| John J. Williams (R)       | 84 (1955-1957)          | J. Allen Frear Jr. (D)    |
| John J. Williams (R)       | 85 (1957-1959)          | J. Allen Frear Jr. (D)    |
| John J. Williams (R)       | 86 (1959-1961)          | J. Allen Frear Jr. (D)    |
| John J. Williams (R)       | 87 (1961-1963)          | J. Caleb Boggs (R)        |
| John J. Williams (R)       | 88 (1963-1965)          | J. Caleb Boggs (R)        |
| John J. Williams (R)       | 89 (1965-1967)          | J. Caleb Boggs (R)        |
| John J. Williams (R)       | 90 (1967-1969)          | J. Caleb Boggs (R)        |
| John J. Williams (R)       | 91 (1969-1971)          | J. Caleb Boggs (R)        |
| William Roth (R)           |                         | J. Caleb Boggs (R)        |
| 92 (1971-1973)             |                         | J. Caleb Boggs (R)        |
| 93 (1973-1975)             | Joe Biden (D)           |                           |
| 94 (1975-1977)             | Joe Biden (D)           |                           |
| 95 (1977-1979)             | Joe Biden (D)           |                           |
| 96 (1979-1981)             | Joe Biden (D)           |                           |
| 97 (1981-1983)             | Joe Biden (D)           |                           |
| 98 (1983-1985)             | Joe Biden (D)           |                           |
| 99 (1985-1987)             | Joe Biden (D)           |                           |
| 100 (1987-1989)            | Joe Biden (D)           |                           |
| 101 (1989-1991)            | Joe Biden (D)           |                           |
| 102 (1991-1993)            | Joe Biden (D)           |                           |
| 103 (1993-1995)            | Joe Biden (D)           |                           |
| 104 (1995-1997)            | Joe Biden (D)           |                           |
| 105 (1997-1999)            | Joe Biden (D)           |                           |
| 106 (1999-2001)            | Joe Biden (D)           |                           |
| Tom Carper (D)             | Joe Biden (D)           | 107 (2001-2003)           |
| Tom Carper (D)             | Joe Biden (D)           | 108 (2003-2005)           |
| Tom Carper (D)             | Joe Biden (D)           | 109 (2005-2007)           |
| Tom Carper (D)             | Joe Biden (D)           | 110 (2007-2009)           |
| Tom Carper (D)             | Joe Biden (D)           | 111 (2009-2011)           |
| Tom Carper (D)             | Ted Kaufman (D)         |                           |
| Tom Carper (D)             | Chris Coons (D)         |                           |
| Tom Carper (D)             | 112 (2011-2013)         |                           |
| Tom Carper (D)             | 113 (2013-2015)         |                           |
| Tom Carper (D)             | 114 (2015-2017)         |                           |
| Tom Carper (D)             | 115 (2017-2019)         |                           |
| Tom Carper (D)             | 116 (2019-2021)         |                           |
| Tom Carper (D)             | 117 (2021-2023)         |                           |
| Tom Carper (D)             | 118 (2023-2025)         |                           |
| Lisa Blunt Rochester (D)   | 119 (2025-2027)         |                           |